# Phil Coulson
Phillip "Phil" Coulson es un personaje ficticio que aparece en las películas y series de televisión del Universo cinematográfico de Marvel (UCM) interpretado y expresado por Clark Gregg. Coulson es representado como un miembro de alto rango de la agencia de espionaje S.H.I.E.L.D. y socio de Nick Fury desde hace mucho tiempo.
Después de que Loki mata a Coulson y los Vengadores se forman para vengarse de él, Fury hace que Coulson resucite con sangre Kree para continuar sirviendo a S.H.I.E.L.D., reuniendo un pequeño equipo de agentes supervisados por Melinda May y llegando a ver a una agente, Daisy Johnson, como una hija sustituta. Después de reconstruir S.H.I.E.L.D. luego de su infiltración y destrucción por parte de Hydra, salvar el planeta y hacer un trato con un demonio para convertirse brevemente en Ghost Rider, despojándolo de la sangre que lo mantenía con vida, Coulson se retira a Tahití con May, donde muere una vez más.
Tras la destrucción de Sarge, un duplicado biológico de Coulson creado por un monolito y habitado por el dios azteca Pachakutiq, se crea un Life Model Decoy (LMD) de Coulson a partir de una copia de su conciencia guardada en una realidad virtual y los recuerdos genéticos de Sarge y May, resucitarlo de nuevo. Después de evitar que los Chronicoms conquisten una línea de tiempo alternativa, Coulson decide viajar por el mundo en su auto volador, Lola.
Coulson fue una figura central en la "Saga del Infinito", apareciendo en cinco películas, dos series de televisión, una serie digital y dos Marvel One-Shots, sobre todo en Los Vengadores (2012) y Agentes de SHIELD (2013-2020). También aparecen varias versiones de Coulson dentro del multiverso, especialmente en la misma Agents of SHIELD y la serie animada What If...? (2021), con Gregg retomando el papel.
Coulson también ha aparecido en varias formas de medios ajenos al MCU, integrándose en el Universo Marvel convencional, inicialmente inspirado en Gregg y representado como un agente de SHIELD y personaje secundario de Deadpool, antes de ser remodelado como un supervillano sirviente del demonio Mephisto y el comandante del Escuadrón Supremo de Estados Unidos tras su muerte y resurrección, y el principal antagonista de "Heroes Reborn".

## Concepto y creación
El agente Phil Coulson fue creado por Mark Fergus, Hawk Ostby, Art Marcum y Matt Holloway para Iron Man, el primer largometraje del MCU.  Coulson fue el primer agente de SHIELD introducido en el MCU, y fue interpretado por Clark Gregg, a quien le ofrecieron un contrato para tres películas. Gregg inicialmente se opuso a esto debido a que el personaje inicialmente solo era conocido como "Agente" y tenía pocas líneas, pero reconoció el plan de Marvel para un universo interconectado;  el personaje finalmente recibió el apellido "Coulson" en honor a Danny Coulson, cuyo libro No Heroes: Inside the FBI's Secret Counter-Terror Force se utilizó como referencia de diálogo para Iron Man.  Gregg pasó a interpretar el personaje en Iron Man 2, Thor y Los Vengadores, esta última película en la que se le proporcionó el primer nombre "Phil". 
A lo largo de las películas, Coulson es generalmente representado como un personaje secundario de los protagonistas y utilizado para representar la presencia de SHIELD, hasta el punto de que Gregg ha descrito a Coulson como "el agente de SHIELD". Sin embargo, para los cortometrajes de Marvel One-Shot The Consultant y A Funny Thing Happened on the Way to Thor's Hammer, Coulson tiene "la oportunidad de estar en el centro de atención por una vez". Este fue un movimiento "natural" para el coproductor Brad Winderbaum, quien quería "pintar una imagen de SHIELD moviendo los hilos y siendo responsable de algunos de los eventos que hemos visto en las películas. ¿Qué mejor personaje para representar esta idea que ¿Agente Coulson, el primer agente de SHIELD que nos presentaron?" 
En la Comic Con de Nueva York de 2012, Joss Whedon y Kevin Feige anunciaron que Gregg interpretaría a Coulson en Agentes de SHIELD, a pesar de que el personaje murió en Los Vengadores, y Whedon dijo: "Él encabeza el show de S.H.I.E.L.D. y siempre lo estuvo".  Gregg dijo sobre la explicación de Whedon sobre la resurrección de Coulson: "Me pareció tan fascinante y tan fiel al mundo de los cómics y la mitología en general, tal como los entiendo, que entré de inmediato".  Con respecto a la cantidad de aportes creativos que tiene sobre el personaje de la serie, Gregg dijo: "Tengo reuniones con [los showrunners] una o dos veces al año y hablo sobre cuáles son las grandes ideas... Son realmente Respondo al hecho de que he estado involucrado con esta persona cuatro o cinco años más que ellos, pero... no tengo ninguna queja con lo que están haciendo". 
Gregg declaró en agosto de 2011 que había sido el mismo de entrar en "forma de lucha" para la película. Coulson era "responsable de guiar a" superhéroes de la película juntos. A pesar de que el director Joss Whedon es conocido por "matar a los personajes queridos", Gregg había declarado anteriormente que Whedon confirmó que Coulson sobreviviría a los acontecimientos de la película.Whedon afirma: "En lo que respecta a la ficción de las películas, Coulson está muerto",  y explica que "en general [siente] que la audiencia de SHIELD y la de Los Vengadores no son necesariamente el mismo grupo". y por lo tanto, las películas tendrían que explicar la resurrección de Coulson nuevamente para el público que sólo ve películas si fuera reintroducido.  Se había considerado el regreso de Coulson en Iron Man 3 y Thor: The Dark World,  pero el personaje no estaba programado para aparecer en más películas. 
Gregg tiene 25 años de edad digital, junto con su coprotagonista Samuel L. Jackson , la primera vez que Marvel hace esto en una película completa.  Sin embargo, con respecto a la resurrección del personaje dentro del canon del MCU, el escritor principal de Loki, Michael Waldron, sugirió que, como implica el estreno de la serie "Glorious Purpose", Coulson en realidad murió en Los Vengadores y los eventos de Agentes de SHIELD tienen lugar en una línea de tiempo paralela. 

### Caracterización
Gregg ha declarado: "Pienso en el agente Coulson, después de todos estos años, como un tipo con una vida plena. Creo que todos los días está en algún lugar haciendo algo para SHIELD y, sin embargo, no siempre sé qué es eso... Hay "Siempre hay un giro diferente. En este puede mostrar más de su ingenio y en este es un poco más rudo".  A pesar de que Coulson es llamado "el rostro más reconocible en el universo cinematográfico de Marvel Comics", se lo representa como un "hombre común" en un universo lleno de superhéroes: "el pegamento que une" a los personajes. Gregg explicó su interpretación del personaje como "simplemente un tipo que se queja de su trabajo... tiene la tarea de manejar este tipo de superhéroes divas, ¿sabes? 'Oh, ¿en serio, Asgard? Amigo, solo súbete al auto'".
Sobre si el Coulson resucitado sería el mismo que antes de morir, Gregg dijo: "No sé cómo no se pudo cambiar pasando por lo que él pasó. Creo que si no hubiera pasado por algún tipo de cambio, lo habría hecho". "No será nada bueno. Dicho esto, no sé si entiende cuánto ha cambiado".  Más tarde, al explorar algunos de esos cambios, Gregg declaró: "En cierto modo, se encuentra no tan frío o despiadado como le gustaría ser, o como ha sido. Y al mismo tiempo, formar este equipo , se siente impulsado por motivos dentro de sí mismo que no siempre puede entender y que le resultan muy nuevos". 
la diseñadora de vestuario de Agents of S.H.I.E.L.D., Ann Foley, describieron a Coulson como un "hombre de empresa", que vestía trajes en "la paleta de SHIELD: gris, negro y azul marino con un patrón distintivo pero sutil". Foley notó "cambios sutiles" en el vestuario de Coulson en la serie de las películas, como trajes estilizados y corbatas "más elegantes", "ahora que [él] ha regresado después de ser 'asesinado' por Loki". 

## Universo cinematográfico de Marvel

### Largometrajes

#### Asociación con Nick Fury
En Capitana Marvel, establecido en la década de 1990, ve a Coulson como un agente novato de S.H.I.E.L.D. que trabaja estrechamente con Fury. Se encuentra con Vers, quién llega a la Tierra, por un ataque Skrull. Coulson se encuentra en el lugar donde se estrelló Vers, mientras que un Skrull se hizo pasar por él estando con Fury, quién lo asesina. En una persecución por Talos como el jefe Keller, Coulson detiene a Fury y Vers, pero los deja escapar, y les dice a los agentes que están arriba. Al final, se reúne con Fury, quién perdió su ojo derecho, dándole unos ojos de vidrio.

#### Supervisando a Tony Stark
En 2010, Phil Coulson asiste a la conferencia de prensa de Tony Stark después de regresar de su cautiverio en Afganistán. Coulson habla con la asistente de Stark, Pepper Potts, y se presenta como un agente del gobierno de la Entidad de Servicio de Cumplimiento del Orden y la Seguridad. Él dice que necesita hablar sobre las circunstancias de la huida de Stark, y programar una cita. Está presente cuando Tony anuncia que Stark Industries dejará la producción de armas. 
Más tarde, Coulson se encuentra con Stark en el Walt Disney Concert Hall, intentando discutir la fuga con él. Sin embargo, Stark se distrae por Christine Everhart, y se va para poner fin al terrorismo de los Diez Anillos de Gulmira, Afganistán.
Tiempo después, Coulson llega a su cita con Pepper Potts, donde se le informa de que Obadiah Stane tiene una armadura. Él y varios otros agentes les acompañarán al reactor de arco del edificio de viviendas de Stark, donde encuentran que la armadura de Stane ya está activa. Coulson se las arregla para escapar con vida.
Como un chiste recurrente, Coulson intenta hablar con cualquiera de Potts o Stark, él siempre dice el nombre completo de la agencia, sólo para que comenten que la organización necesita un nombre más corto. Al final, Coulson presenta Stark con una historia de portada la participación del guardaespaldas de Stark y un yate. Cuando Pepper va a decir el nombre completo de la agencia, Coulson la interrumpe, diciendo que sólo debería ser llamado S.H.I.E.L.D. Coulson asiste a la conferencia de prensa donde Stark busca a tientas a través de la historia de la portada antes de revelar su verdadera identidad como Iron Man.
Después de que James Rhodes robase una armadura blindada a Tony Stark, el director de SHIELD Nick Fury sitúa a Tony en arresto domiciliario para recuperar la sobriedad y encontrar un reemplazo para el paladio en su reactor de arco. Coulson es uno de los agentes, brevemente junto con Natasha Romanoff, asignado para supervisar Stark. Coulson amenaza a Stark con traer una Supernanny si no coopera. Se presenta a Tony con la obra de Howard Stark, que era el padre de Tony, y uno de los fundadores de SHIELD. Antes de que él salga, Coulson asiste a Tony por llamar su atención sobre un modelo parcial de escudo del Capitán América, que Tony utiliza como una cuña para un acelerador de partículas y logra sintetizar un nuevo elemento con número atómico 118.
En una escena poscréditos, Coulson observa un cráter de impacto en el desierto de Nuevo México. Él llama a Nick Fury y le dice: "Lo hemos encontrado." La escena final muestra un martillo tirado en el cráter.

#### Conociendo a Thor
En Thor, S.H.I.E.L.D. aparece para investigar el descubrimiento del martillo de Thor en la Tierra. Coulson interroga a Thor después de que el asgardiano sin poderes ataca a una instalación de SHIELD que ha sido erigida alrededor del martillo, recientemente descubierto, al comentar que Thor ha derrotado sin esfuerzo alguno de sus mejores hombres y preguntando donde Thor recibió su formación. S.H.I.E.L.D. confisca a Jane Foster la investigación acerca de la anomalía dimensional que trajo a Thor a la Tierra, pero cuando los poderes de Thor se restauran, Coulson se compromete a devolver la investigación de Jane a ella y Thor asegura a Coulson que serán aliados en la defensa de los inocentes habitantes de la Tierra. Coulson aparece junto a los agentes de S.H.I.E.L.D.: Jasper Sitwell, Clint Barton, Cale, Garrett, y al director Nick Fury.

#### Muerte
Gregg repitió su papel como Coulson en The Avengers, donde se demuestra que es un fan del Capitán América que posee una colección de sus cartas coleccionables y ayudó a diseñar un nuevo uniforme al capitán. Él es inicialmente responsable de reclutar a Tony Stark a los Vengadores. En la Torre Stark se revela que Pepper Potts se encuentra en una base de primer nombre con Coulson, mientras que Stark, todavía se siente incómodo con S.H.I.E.L.D. interfiriendo con su vida de vez en cuando, en tono de broma se refiere al nombre de Coulson como "agente". Él también está en una relación de larga distancia con una violonchelista, en un momento Stark se ofrece a volar a Portland para que Coulson la vea.
En la película, Coulson es visto por última vez intenta luchar contra Loki. Cuando Coulson amenaza la ilusión de Loki con un arma de energía de gran tamaño (revelada en el tie-en el cómic de The Avengers: Fury's Big Week de ser una versión de ingeniería inversa del Destructor convertido en un arma de mano), el Loki real lo apuñala por la espalda, antes de lanzar a Thor al vacío desde la prisión en la que estaba encerrado, que era incapaz de ayudar a Coulson, en el Helicarrier. Coulson dice a Loki que va a perder ya que carece de convicción, y luego usa el arma para destruir a Loki a través de una pared. Coulson habla brevemente con Nick Fury y se ve entonces caer en un estado que no responde como el enfoque paramédicos, sus últimas palabras fueron: tener en cuenta que los héroes necesitaban algo para vengarse. Los relés de Nick Fury por la radio que los paramédicos han respondido momento de la muerte, a pesar de que no son mostrados hacerlo en pantalla. Luego, Nick Fury usa la muerte de Coulson como una forma de encender una chispa pro-activa en su equipo desanimado, a pesar de que Nick Fury empuja las tarjetas del Capitán América que Coulson coleccionaba (manchadas de sangre), es señalado por Maria Hill como una fabricación (viniendo del casillero de Coulson, en vez de la chaqueta, como se dijo). Stark reconoce más tarde su respeto por Coulson en su lucha con Loki, llamando al agente caído por su nombre real por primera vez.
Más adelante, luego de la película, se ve que en realidad no ha muerto, y ha vuelto a S.H.I.E.L.D., donde a partir de este momento comienza la historia de la serie Agents of S.H.I.E.L.D. donde él es uno de los protagonistas junto con su grupo recién formado.

### Serie de televisión

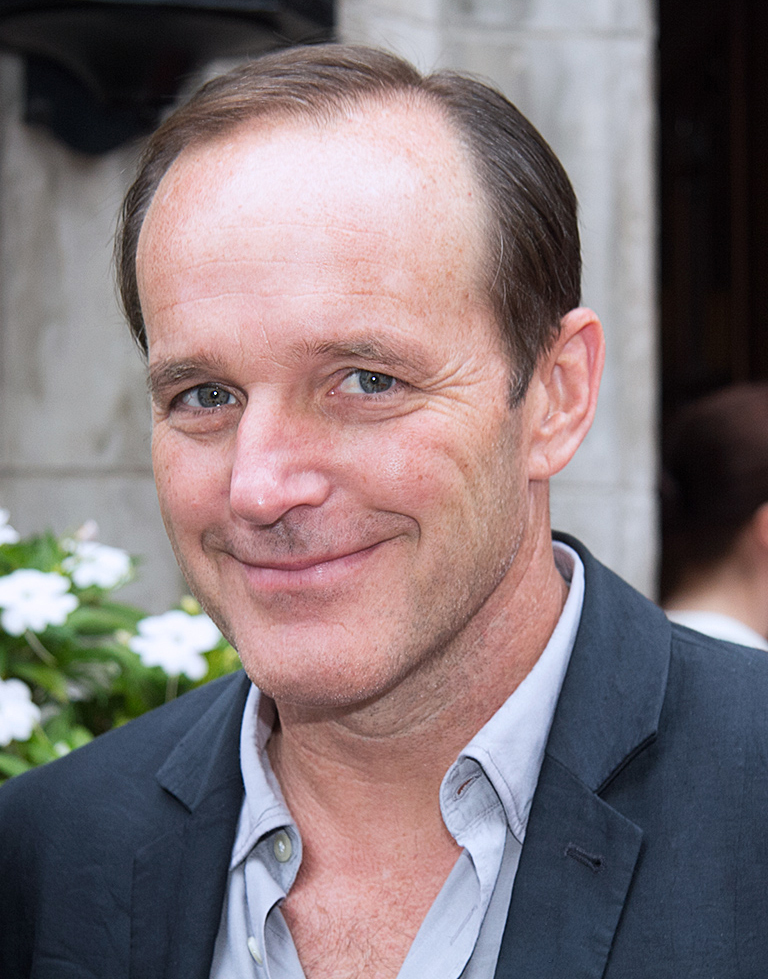
Clark Gregg personaliza al agente en la serie Agents of S.H.I.E.L.D.

En Agents of S.H.I.E.L.D., temporada 1, se revela que Coulson es el agente de S.H.I.E.L.D. a cargo del Proyecto TAHITI, que estaba destinado a devolver la vida a un posible Vengador muerto utilizando una droga derivada de un antiguo cadáver Kree. Sin embargo, los pacientes de prueba desarrollaron psicosis e hipergrafía, por lo que Coulson tuvo el proyecto cerrado. Después de la muerte de Coulson, Fury lo resucitó usando TAHITI, a pesar de los riesgos, e hizo que los recuerdos de Coulson del proyecto fueran reemplazados para que pudiera seguir adelante con una vida saludable. Coulson reúne a un equipo de agentes y viajan por el mundo tratando casos extraños nuevos. Tiene un vehículo que lo llama "Lola". Durante este tiempo, Hydra se revela que se ha infiltrado en S.H.I.E.L.D., lo que lleva a la desaparición de este último. Fury convierte a Coulson en el nuevo Director de S.H.I.E.L.D, y lo encarga de reconstruir la agencia "de la manera correcta".
En la temporada 2, la participación de Coulson con materiales extraterrestres conduce a una facción de agentes de S.H.I.E.L.D. que desconfían de los secretos y al superhombre que intenta hacerse cargo de la incipiente organización, pero Coulson los convence de que lo dejen como Director después de ayudar a salvar a cientos de civiles. Juntos, derrotan a una facción de Inhumanos, con Coulson perdiendo una mano en el proceso.
En la temporada 3, Coulson más tarde se involucra románticamente con Rosalind Price, la líder de un grupo de trabajo del gobierno anti-Inhumano, hasta su muerte a manos de Grant Ward, un agente de Hydra que trabajó anteriormente con Coulson. Se venga aplastando el pecho de Ward con su mano protésica.
En la temporada 4, tras la firma de los Acuerdos de Sokovia, se vuelve a legitimar a S.H.I.E.L.D., con el todavía oficialmente Coulson reemplazado como director por Jeffrey Mace. Coulson se permite convertirse brevemente en un Ghost Rider para destruir a la inteligencia artificial Aida.
En la temporada 5, él y sus compañeros de equipo más tarde son secuestrados y enviados al futuro para evitar la extinción de la humanidad. Después de su regreso, se revela que ser Ghost Rider, quemó a través del ADN de Kree que curó la lesión mortal de Coulson, dejándolo morir lentamente. Después de los muchos intentos fallidos del equipo para salvarlo, finalmente Coulson decide abandonar S.H.I.E.L.D. y vivir el resto de su vida en Tahití con Melinda May, con quien desarrolla un romance.
En la temporada 6, el equipo llora por la muerte de Coulson. Esto es complicado, particularmente para May y el nuevo Director Mack, por la llegada del antagonista de sangre fría Sarge, que es física y genéticamente idéntico a Coulson. Aprenden que el cuerpo de Sarge fue creado en un accidente que involucró a tres monolitos que alteran la realidad, y fue habitado por la entidad Pachakutiq hace miles de años, perdiendo sus recuerdos y los de Coulson. Mack y Daisy matan a Pachakutiq para evitar el fin del mundo. Cuando el equipo se ve obligado a escapar de un ataque de los alienígenas cibernéticos, los Chronicoms, los científicos de S.H.I.E.L.D., Fitz y Simmons crean un LMD mejorado de Coulson para guiarlos en un viaje por el pasado de S.H.I.E.L.D., que comienza en la década de 1930.
En la temporada 7, el LMD Coulson permanece con el equipo durante el resto de la serie. Después de la derrota de los Chronicoms, Coulson se toma un año sabático anunciando su plan de viajar por el mundo. Se le regala una reconstrucción de su Chevrolet Corvette rojo 1962, Lola, de Mack y se va volando en él.

#### Serie digital
Coulson aparece en una serie web titulada Agents of S.H.I.E.L.D.: Slingshot antes del comienzo de la cuarta temporada, después de la tercera, para ofrecer consejos a la agente de S.H.I.E.L.D., Elena "Yo-Yo" Rodríguez.

## Otras apariciones

### Animación

#### Iron Man: Armored Adventures
Coulson hace un cameo en Iron Man: Armored Adventures, en el episodio "Extremis" como uno de los agentes de S.H.I.E.L.D. que encuentran (y siendo derribado por) al agente renegado recién mutado Mallen.

#### Ultimate Spider-Man
Gregg vuelve a interpretar Coulson en la serie de dibujos animados Ultimate Spider-Man, donde aparece como un agente de SHIELD y como el director de la escuela de Peter Parker
En la temporada 1 aparece en "Una Gran Responsabilidad", de tratar de convencer a Nick Fury para no incluir a Spider-Man como miembro de la agencia SHIELD, debido a las acciones de Spider-Man y a su personalidad. Fury en desacuerdo, diciendo que la formación de Spider-Man le hace ser uno de los grandes. Poco tiempo más tarde, después de descubrir otros héroes están en connivencia con SHIELD, Spider-Man discute con Coulson, y Coulson le dice que son parte de un programa empleado por SHIELD, pero Spider-Man sale de SHIELD, diciendo que él no firmó por estar ahí. Él apareció en el final del episodio, como el nuevo director de la Escuela Midtown High, hasta verlo como Peter Parker que en realidad, él es Spider-Man, y que también en un episodio, sale a cenar con su tía, May Parker. El aparece en las 2 primeras temporadas.

#### Marvel Disk Wars: The Avengers
Tiene un breve cameo en el anime Marvel Disk Wars: The Avengers donde se le muestra en el episodio 1 de la serie mostrando las instalaciones una la prisión de supervillanos de S.H.I.E.L.D..

### Videojuegos
- Phil Coulson aparece como un personaje jugable en Marvel Super Hero Squad Online, con la voz de Tom Kenny.
- Phil Coulson aparece como un personaje no jugador en Marvel Heroes con Clark Gregg repitiendo su papel.
- Phil Coulson aparece como un personaje no jugador en Marvel: Avengers Alliance.
- Phil Coulson aparece como un personaje no jugador en Marvel: Avengers Alliance Tactics.
- Phil Coulson aparece como un personaje no jugador en Marvel: Avengers Alliance 2.
- Phil Coulson aparece en Lego Marvel Super Heroes, con Clark Gregg repitiendo su papel. Su personaje se puede jugar después de la finalización de una misión secundaria que lo involucra en la supervisión del servicio comunitario de Doctor Octopus para arreglar las oficinas del Daily Bugle. Su ataque es el "Destructor Gun" que usó contra Loki en The Avengers.
- Phil Coulson se puede jugar en Marvel Future Fight.
- Phil Coulson aparece en Lego Marvel's Avengers, nuevamente interpretado por Clark Gregg.
- Phil Coulson aparece como un personaje jugable en Marvel Avengers Academy.
- Phil Coulson es un personaje jugable en el juego móvil de tres combinaciones Marvel Puzzle Quest. Fue agregado al juego en febrero de 2017.

## Apariciones en cómics
Su popularidad en la película fue tan grande, que ha hecho que el agente Coulson saliera en los cómics, tanto del universo original como el universo ultimate, con la misma apariencia del actor Clark Gregg.
En 2010, el agente Coulson protagonizó el cómic digital de Marvel Phil Coulson: Agente de S.H.I.E.L.D. # 1. Posteriormente apareció como un personaje secundario en las historietas de otros cómics del Universo cinematográfico de Marvel.
En la serie Battle Scars, escrito por Matt Fraction y Chris Yost y artistas Scott Eaton y Bunn Cullen trajeron a Phil Coulson en la corriente principal del Universo Marvel.